# Dimitri Zaitz
Dimitri Zaitz (* 7. November 1917 in Boston; † 26. Januar 1996 in Concord, Massachusetts) war ein US-amerikanischer Kugelstoßer.
Bei den Olympischen Spielen 1936 in Berlin wurde er Sechster mit 15,32 m.
1936 wurde er US-Meister und 1936 sowie 1937 US-Hallenmeister.

## Persönliche Bestleistungen
- Kugelstoßen: 15,98 m, 1936
  - Halle: 16,04 m, 15. Februar 1936, New York City